# Gloria Diaz
Gloria Diaz, de son nom de naissance Gloria María Aspillera Díaz, née le 10 mars 1951 à La Union, est une actrice philippine qui a été élue Miss Univers 1969.